# Мегура (Вранча)
Мегура (рум. Măgura) — село у повіті Вранча в Румунії. Входить до складу комуни Житія.
Село розташоване на відстані 139 км на північ від Бухареста, 36 км на захід від Фокшан, 102 км на захід від Галаца, 88 км на схід від Брашова.

## Населення
За даними перепису населення 2002 року у селі проживали 337 осіб, усі — румуни. Усі жителі села рідною мовою назвали румунську.